# 玄妙基数
超限数を扱う数学において、玄妙基数（げんみょうきすう、英: Ineffable cardinal）は巨大基数の一種でJensen & Kunen (1969)によって導入された。
基数 {\displaystyle \kappa } がほとんど玄妙であるとは、
全ての順序数{\displaystyle \delta <\kappa }に対して{\displaystyle f(\delta )} が{\displaystyle \delta }の部分集合となるような
全ての関数 {\displaystyle f:\kappa \to {\mathcal {P}}(\kappa )} 
(ここで {\displaystyle {\mathcal {P}}(\kappa )} は {\displaystyle \kappa }の冪集合)に対して、
{\displaystyle \kappa }のある濃度 {\displaystyle \kappa } の部分集合 {\displaystyle S}が存在して、
{\displaystyle f}に対してhomogeneous（ 
すなわち、{\displaystyle S}の要素である全ての {\displaystyle \delta _{1}<\delta _{2}} に対して、
{\displaystyle f(\delta _{1})=f(\delta _{2})\cap \delta _{1}} ）となること。

基数 {\displaystyle \kappa } が玄妙であるとは、全ての2値関数 {\displaystyle f:{\mathcal {P}}_{=2}(\kappa )\to \{0,1\}} に対し
{\displaystyle f}に対してhomogeneousとなる{\displaystyle \kappa } の定常集合があること。:
すなわち、{\displaystyle f} がその定常集合の要素である非順序対を全て0に送るか、全て1に送ること。
もっと一般的に {\displaystyle \kappa } が {\displaystyle n}-玄妙(ただし{\displaystyle n} は正の整数)
とは、全ての関数 {\displaystyle f:{\mathcal {P}}_{=n}(\kappa )\to \{0,1\}} に対して
{\displaystyle f} に対して{\displaystyle n}-homogeneous
となる{\displaystyle \kappa } の定常集合が存在する
(すなわち、その定常集合の要素である{\displaystyle n}-非順序対を全て同じ値に送る)こと。
すなわち、玄妙は2-玄妙と同じ意味である。
完全玄妙基数とは、{\displaystyle 2\leq n<\aleph _{0}}となる全ての n に対して{\displaystyle n}-玄妙となる基数のこと。
{\displaystyle \kappa } が {\displaystyle (n+1)}-玄妙であれば{\displaystyle \kappa }以下の{\displaystyle n}-玄妙基数の集合
は {\displaystyle \kappa } の定常部分集合となる。
完全玄妙基数は精妙基数(subtle cardinal)より強い無矛盾性を持ち、
remarkable cardinalより弱い無矛盾性を持つ。
巨大基数公理の無矛盾性の強さの表は ここ にまとめられている。

## 参照
- Friedman, Harvey (2001), “Subtle cardinals and linear orderings”, Annals of Pure and Applied Logic 107 (1–3):  1–34, doi:10.1016/S0168-0072(00)00019-1.
- Jensen, R. B.; Kunen, K. (1969), Some Combinatorial Properties of L and V, Unpublished manuscript